# 南とめ
南 とめ（みなみ とめ、1910年6月18日 - 2004年5月16日）は日本映画の編集技師。富山県出身。

## 経歴
1933年にP.C.L.録音部に入社。その後編集技師に転身し1953年に東京映画に移籍しフリーとなる。

## 映画
| 公開年月日 | 作品名           | 制作（配給）                                                       |
| ---------- | ---------------- | ------------------------------------------------------------------ |
| 1976年     | 犬神家の一族     | 角川春樹事務所 （東宝）                                            |
| 1980年     | 影武者           | 東宝映画 黒澤プロダクション （東宝）                               |
| 1980年     | ヒポクラテスたち | シネマハウト （ATG）                                               |
| 1985年     | 乱               | グリニッチ・フィルム ヘラルド・エース （東宝）                     |
| 1990年     | 夢               | 黒澤プロダクション （東宝）                                        |
| 1991年     | 八月の狂詩曲     | 黒澤プロダクション フィーチャーフィルムエンタープライズII （松竹） |
| 1993年     | まあだだよ       | 大映 電通 黒澤プロダクション （東宝）                              |

## 受賞歴
- 1985年エランドール賞特別功労賞
- 第10回エイボン女性年度賞功績賞
- 第14回日本アカデミー賞協会特別賞[2]
- 第50回毎日映画コンクール特別賞